# Hawangen
Hawangen är en kommun och ort i Landkreis Unterallgäu i Regierungsbezirk Schwaben i förbundslandet Bayern i Tyskland. Hawangen har cirka 1 300 invånare.
Kommunen ingår i kommunalförbundet Ottobeuren tillsammans med köpingen Ottobeuren och kommunen Böhen.

## Personer från Hawangen
- Sepp Dietrich
- Karl Schlögel
- Gabriele Strehle